# Brits-West-Afrika

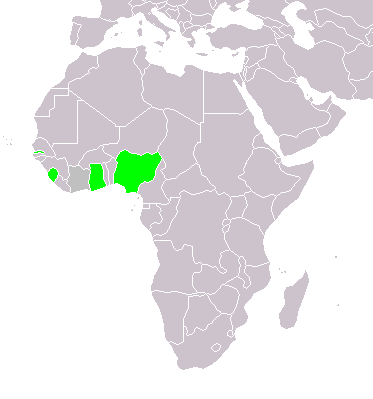
Brits West-Afrika

Brits-West-Afrika is de collectieve naam voor voormalige Britse koloniën en protectoraten in West-Afrika gedurende de koloniale periode. De verschillende gebieden vormden alzo in de periodes 1821-1850 en 1866-1888 een administratieve entiteit.
Onder Brits-West-Afrika vielen de huidige staten Gambia, Goudkust (het huidige Ghana), Sierra Leone en Nigeria. Later werd nog een gedeelte van het huidige Kameroen, als een mandaatgebied van Groot-Brittannië, toegevoegd.